# ダブルヘッダー
ダブルヘッダー (double header) は、スポーツにおいて、1日に複数の試合や開催を行うこと。

## 野球
野球では、特定のチームがホーム球場において1日のうちに2試合を開催することを意味する。相手方も同一のチームである場合を単に「ダブルヘッダー」と呼び、相手方チームが入れ替わる場合は「変則ダブルヘッダー」と呼ぶ。
同一球団の主催試合の場合、基本的には1試合分のチケットで2試合観戦可能である（ただし、第1試合が成立していれば、第2試合が中止、または一度開始した後ノーゲームにより開催不成立となった場合でも、チケットの払い戻しは不可である。また後述のとおり、開幕戦などにおいて異なるリーグ・チームが同じ球場で主催試合を行った場合（変則ダブルヘッダー）などは入場券を別々に購入しなければならないケースもあった。

### NPBの事例
球場が未整備で、フランチャイズも確立されていなかった1930年代から1960年代前半においては、同一球場で違うカードを開催する変則ダブルヘッダーの開催が比較的多かった。特に、関東ではプロ野球においては後楽園球場、駒沢球場、川崎球場が使用されていたが、後楽園をホームとするチームが多く、読売ジャイアンツのゲームを19時以後開始のナイターで開き、その前に巨人以外のチームが絡む試合を16時ごろからの薄暮開催とした変則開催が多かった。また、1956年のパシフィック・リーグ（以下「パ・リーグ」）は前年の20回総当りを22回総当りに変更したにもかかわらず予備日を5日しか増やさなかったため、特に中盤以降は連日のようにダブルヘッダーが組まれ、一番少ない阪急ブレーブスでも32回、一番多い高橋ユニオンズは45回行った。近鉄パールスはこのシーズンの閉幕間際に10月5日 - 8日の4日連続を含め10カード連続のダブルヘッダーを経験している。
1960年代後半以降も、試合数が増加した一方で交通機関が今ほど発達していなかったこともあり、1カード3連戦の原則と移動時間確保のため、主に毎週金曜日は移動日とし、日曜日や祝日に同一カードでのダブルヘッダーを多く開催したことがあった。
しかし、ダブルヘッダーによる選手への健康被害が拡大したことを受けて、1966年にパ・リーグは独自の規定を設け
1. 移動日（試合休養・予備日）なしの即日移動での連戦をする場合、試合開始は17:50以後とし、ダブルヘッダーとはしない
2. 薄暮を含むデーゲームにおいて、第2試合が日没により試合継続が不可能となった場合（特に照明設備がない地方球場で開催する場合）、サスペンデッドゲーム（一時停止）とはせず、完了しているイニングスを以て打ち切るコールドゲームとする

といった取り決めが設けられた。
1973年から1982年にかけてパ・リーグが前期・後期の二期制を導入していた時期は、日程の調整と、1カードが13試合になることから4連戦が組まれることが多く、そのときにダブルヘッダーが多く行われた。日本ハムファイターズは、ダブルヘッダーの第1試合と第2試合の間に、ファンを対象にした「人工芝で宝探し」や「プラカード・デイ」といったイベントをグラウンド上で行うことがあった。また、週末に行われる地方球場開催（特に照明塔がない球場）でも、土曜日1試合・日曜日ダブルヘッダーの3連戦で組んだ試合が多くあった。その場合、照明設備のない球場では午前中に第1試合を開催したことがあった。
1980年代中盤以降は選手の健康面を考慮し日程にゆとりを持たせるようになったため、ダブルヘッダーの常時開催がほとんどなくなり、シーズンの最終盤に雨天中止などで日程が消化できなかった試合を同一カードのダブルヘッダーで開催する程度に留まるようになり、そのうえ1988年に開設された東京ドームを皮切りに、雨天時でも試合を開催できるドーム球場を本拠地とする球団が多くなったことで、日程消化のためのダブルヘッダー開催が減少するようになった。
1988年10月19日のロッテオリオンズ対近鉄バファローズ（川崎）は日程消化の都合上ダブルヘッダーとなったが、当日はパ・リーグ優勝がかかった試合 となったため、川崎球場は満員となり、さらには近隣のマンションの階段や踊り場、屋上などにも入場できなかった観客が流れ込むほどになった。また、テレビ中継は近畿地区46.7%、関東地区30.9%と、日本シリーズ以上の驚異的な高視聴率を記録した（朝日放送は第1試合から中継、テレビ朝日系列が第2試合の途中から全国ネットで中継をして、ニュースステーションでも当初伝えるはずだったニュースを変更して決着がつくまで中継がされていた）。
現在のところ最後に実施されたダブルヘッダーは、それぞれ以下のとおりである。
- セ・リーグ - 1998年10月10日、横浜ベイスターズ対中日ドラゴンズ（横浜）：第1試合横浜2－1中日、第2試合中日5－4横浜
- パ・リーグ - 1998年10月9日、西武ライオンズ対オリックス・ブルーウェーブ（西武ドーム）：第1試合西武3－1オリックス、第2試合西武6－2オリックス

以降も以下の年にダブルヘッダーが検討されたことがある。特に野外球場を本拠地としている6球団では春先や梅雨の雨天中止などに伴う代替開催により、5月の時点で秋口の開催スケジュールがすでに過密日程になるケースが多く、さらにクライマックスシリーズ開催前までに順位確定ならびに全日程を消化しないといけないことも一因である。
- 2007年9月30日、横浜ベイスターズ対東京ヤクルトスワローズ（横浜）

8月に山口県（下関球場と西京スタジアム）でこのカードの地方遠征が組まれたことに伴い、雨天中止になった場合の予備日を想定してあらかじめ発表されていなかった追加日程に、6月の試合で雨天中止になったものの延期分を合わせてダブルヘッダーとなったが、当日雨天中止。代替日程は10月7日・8日に1試合ずつ組まれたため、9年ぶりのダブルヘッダーとはならなかった。
- 2014年、横浜DeNAベイスターズ対北海道日本ハムファイターズ（横浜、交流戦）

当初6月6日・7日に試合が組まれていたものの、両日とも中止となり交流戦予備期間中（6月23日 - 6月26日）の24日と25日に試合が組まれたが、24日の試合も中止になり26日に再延期。27日からリーグ戦再開のため25日の試合も中止となった場合は26日にダブルヘッダーの可能性があった。しかし、25日の試合が予定通り開催されたため、ダブルヘッダーではなくなった。
同年はセントラル・リーグ（以下「セ・リーグ」）の日程消化の遅れが懸念され、クライマックスシリーズ開幕2日前の10月9日までに全日程を消化できないおそれがあったため、ダブルヘッダーの使用が検討されたが、10月7日までに全日程が消化し、ダブルヘッダーは行われなかった。
- 2016年、千葉ロッテマリーンズ対東北楽天ゴールデンイーグルス（QVCマリン）

9月23日の雨天中止代替分の追加日程として10月4日・5日の開催が発表されたが、このうち10月4日が中止となった場合、翌5日にダブルヘッダーとすることも併せて発表された。仮に10月4日が中止となった場合、翌5日の試合開始予定時刻は第1試合が13時、第2試合が18時15分としたが、10月4日は予定通り試合が開催されたため、ダブルヘッダーは行われなかった。
- 2018年

セ・リーグの一部球団において、天候上の影響による試合中止が相次ぎ、試合消化が遅れており、クライマックスシリーズ出場球団の基準となる10月11日までに順位を確定できないおそれが出てきたことから、セ・リーグは阪神タイガースなどに対して、ダブルヘッダーの開催を検討するように打診する事態となった。なお、セ・リーグの全順位が10月9日までに確定したことから、ダブルヘッダーは行われなかった。
- 2022年

新型コロナウイルスの感染拡大により、複数の球団で選手や職員などへの同ウイルス感染による試合延期が相次ぐ事態となった。これを受けて、日本野球機構（NPB）事務局長の井原敦はクライマックスシリーズや日本シリーズを予定通りの日程で行うことや全143試合を挙行するためにもダブルヘッダーの実施も検討していることを示唆していた。その後、パ・リーグは10月2日、セ・リーグは同月3日に全日程をそれぞれ消化したことから、ダブルヘッダーは行われなかった。
ポストシーズンにおいては、クライマックスシリーズのパ・リーグにおいて、ファイナルステージで雨天中止などが生じ、予備日までに所定の全試合が終わらない可能性があるときにダブルヘッダーを用いる可能性がある。セ・リーグならびに日本選手権シリーズは雨天中止があってもダブルヘッダーは採用しない。
なお、一軍公式戦の練習開始前または試合終了後に、二軍公式戦を同日・同球場で連続して開催する例（例年、中日ドラゴンズがナゴヤドームで10時20分より二軍（ウエスタン・リーグ）公式戦を行い、延長なし・3時間を超えて以降新しいイニングに入らない取り決めで試合を実施後、整備と練習を経て18時に一軍公式戦を実施する事例が複数カード存在する）があるが、入場料の違いや試合終了後に退出を求められる場合もあるため、この場合は親子ゲームと呼ぶのが通例である（先述の中日の事例では、希望者のみナゴヤドーム駐車場を通し料金で使用できる他は別料金・完全入れ替え制である）。
1980年代ごろまではオープン戦でも、日曜・祝日の開催で一部ダブルヘッダー（同じ組み合わせで行う場合、あるいは3チームが帯同し、主催1チームにビジターの2チームが試合ごとに入れ替えて対戦する方式など）があった。

### 日本における独立リーグの事例
独立リーグのうち、四国アイランドリーグplusでは主に雨天中止の代替として発足以来ダブルヘッダーが開催されている。2019年シーズンからは2試合とも7イニング制で実施している。2022年以降は当初日程からダブルヘッダーが各チーム同数設定されるようになった（そのほかに雨天代替が発生する）。
ベースボール・チャレンジ・リーグでは、群馬ダイヤモンドペガサスが2011年（2回）、2013年、2014年 に合計4回開催したあと、2015年から3年間なかったが、2018年9月11日に武蔵ヒートベアーズが雨天順延試合の代替として、相手の異なる（新潟アルビレックス・ベースボール・クラブと群馬）変則ダブルヘッダーを実施した。2020年は新型コロナウイルスの感染拡大に伴う日程変更により、埼玉・神奈川フューチャードリームス・福島レッドホープス・新潟・富山GRNサンダーバーズ・石川ミリオンスターズ・福井ワイルドラプターズ・オセアン滋賀ブラックスの各球団がダブルヘッダーを実施した。
2022年は前記の四国アイランドリーグplusのほかに、北海道フロンティアリーグも当初日程よりダブルヘッダーを組み込んだ。また同年の日本海オセアンリーグと北海道ベースボールリーグは、全球団が同じ球場に集まって複数の試合を実施する「セントラル開催方式」を導入した。
九州アジアリーグは2022年から雨天中止の振替試合に7イニング制でダブルヘッダーを実施している。2024年は当初日程よりダブルヘッダーを組み込んでいる。

### メジャーリーグベースボールの事例
メジャーリーグベースボール (MLB) の場合はネオ・クラシカル様式球場がブームになっているため屋根付の球場が少ない。そのため、天候によって日程が左右されることがある。そのうえ、年間（およそ4月から9月の半年・180日強）に162試合もの超過密日程をこなさねばならない。
通常は、選手の疲労を考慮して、なるべくダブルヘッダーとならないよう試合開始前や試合中に天候悪化により試合ができなくなっても、天候が回復するまで1 - 2時間は待つことが多く、場合によっては23時プレーボールという例もある。それでも、雨天中止となった場合には、消化試合がなるべくシーズンの終盤に集中しないように昼夜のダブルヘッダー開催を実施することがよくあり、中止翌日の試合をダブルヘッダーに変更することもある。
なお、ダブルヘッダーの第1試合が成立して（5回の攻防が終わって）いても、その後に天災でコールドゲームとなった場合、第2試合の開催は認められず、必ず第1試合を9回（または延長戦）で決着をつけてからでないと行えない規定がある。

### KBOリーグ
KBOリーグでは2020年のCOVID-19の影響により開催が従来より1ヶ月程遅れて5月からの開催となり、試合日程を円滑に消化するため、7月1日から8月23日の間を除いてシーズンを通じダブルヘッダーでの開催がたびたび活用された。また、2021年は昨年と同じくCOVID-19の影響や大気汚染による試合中止、2020年東京オリンピック開催期間中の公式戦中断など、これらの事象で埋まった試合日程の消化を目的としてダブルヘッダーでの開催がたびたび編成されていた。

## ダブルヘッダーの特筆事項

### 日本プロ野球
日本では1953年8月9日の東急対近鉄（後楽園）のダブルヘッダーは夕方17時からの第1試合が延長20回・4時間46分もかかった。当時は変則ダブルヘッダーの場合は第1試合は12回までで打ち切りだったが、同一カードのダブルヘッダーの場合は、第1試合では時間・回数制限を一切行っていなかったためだった。このため第2試合は22時11分からの試合開始となり、無事に9回まで試合は進行したが試合終了時間は時限の23時45分を越えた23時49分だった 。
1967年10月12日に広島が日中に巨人（後楽園）、夜はサンケイ（神宮）と、フランチャイズ制が確立した1952年以降では唯一、同一日に対戦カード・会場を変えて変則ダブルヘッダーを実施した。また広島の中村光哉は2試合ともに登板し、同日に2球場で登板した投手となった。
1971年10月8日には川崎球場でいずれも中日がビジターでホームチームが異なる変則ダブルヘッダーをした。第1戦がヤクルトと、次いで第2試合はその当時に川崎を本来のホームスタジアムとしていた大洋との対戦。ヤクルトは大学野球との絡みで神宮球場が使えない日もあり、横浜公園平和野球場などとともに別の球場にて消化試合を振り替えたことがこの当時多かった。
1973年10月13日の日拓対太平洋（後楽園）の試合は第1試合が本来の日拓の主催で、第2試合はビジターの太平洋の主催でダブルヘッダーを行った。同様に1980年10月18日に静岡県島田球場で行われた中日対ヤクルトの試合は第1試合を中日主催扱い、第2試合をヤクルト主催扱いとした。いずれも第1試合後にユニフォームを着替えている。当初は10月17日にナゴヤ球場で中日主催、18日に島田でヤクルト主催の連戦として開催することになっていたが、17日の試合が雨天中止となり、日程の都合上18日の島田でのダブルヘッダーをこのような形式にしたとされている。
以上の変則ダブルヘッダーはいずれもシーズン終盤の日程調整の関係で変則的な日程となった。
後楽園球場および東京ドームを共同で本拠としていた巨人と大毎（1962年シーズン途中まで）、東映→日拓→日本ハム（1964年から2003年まで）が、いずれも前年度Aクラス入賞でホーム開幕権利を獲得すると、日程の都合で開幕戦を変則ダブルヘッダーで行うケースもあった。多くは巨人戦をデーゲーム、大毎と日本ハムはナイターというケースだったが、東京ドームで開幕を迎えた1994年、1997年、1999年の場合はこの逆 だった。但し、違う球団の主催試合のために観客入れ替え制をとったので、1枚のチケットで2試合続けて観戦することはできなかった。

### メジャーリーグ
MLBでは過去3度トリプルヘッダー（同日3回対戦）が行われている。1890年9月1日にブルックリン・ブライドグルームス（現ロサンゼルス・ドジャース）対ピッツバーグ・イノセンツ（現ピッツバーグ・パイレーツ）、1896年9月7日にボルチモア・オリオールズ（現在のオリオールズとは別チーム）対ルイビル・カーネルズ、そして1920年10月2日にピッツバーグ・パイレーツとシンシナティ・レッズが20世紀唯一のトリプルヘッダーを行った（第1戦：レッズ 13 - 4 パイレーツ 、第2戦：レッズ 7 - 3 パイレーツ 、第3戦：パイレーツ 6 - 0 レッズ（6回日没コールド））。なお、現在トリプルヘッダーはアメリカ合衆国の労働基準法により禁じられている。
2000年と2003年に交流試合（インターリーグ）のニューヨーク・ヤンキース対ニューヨーク・メッツの試合が同じ日・同じカードでありながらそれぞれのフランチャイズ球場（ヤンキー・スタジアム、シェイ・スタジアム）で行われた。これは雨天中止で日程未消化の試合が発生したことによる処置で、選手らは第1試合終了後、ニューヨーク市警察の交通部隊に先導されて第2試合の会場に移動した。この両チームの対戦カードは、それぞれの球場がニューヨーク市地下鉄で結ばれていることから「サブウェイ・シリーズ」と呼ばれるが、多くの観客たちはその地下鉄で球場を移動したため文字通りの“サブウェイ・シリーズ”となった。
2006年8月18日にボストン・フェンウェイパークのニューヨーク・ヤンキース対ボストン・レッドソックスのダブルヘッダーが行われたことにより同年8月21日まで同一カード5連戦となった。
2007年9月25日のシアトル・マリナーズ対クリーブランド・インディアンスの試合はセーフコ・フィールドで開催されたが、4月にインディアンス主催のクリーブランドでの試合が積雪で中止されたため、その振り替え試合を第1試合に組んだことからマリナーズがホームチームながら先攻となり、第2試合は本来のマリナーズ主催（インディアンス先攻）で行われた。
2020年8月1日、COVID-19の影響下での日程消化や選手の健康と安全を考慮し、ダブルヘッダーを7イニング制に変更した。なお、2021年シーズンも同様にダブルヘッダーは7回制となった。

## 野球における規則
ダブルヘッダー第2試合は、第1試合終了30分後、45分以内に開始される。両チーム監督の合意があれば30分以内に開始してもよい。(2019年の改正まではそれぞれ20分後、30分以内だった)
なお、悪天候やグラウンドの状況が悪い際などに球場使用の可否を判断する権限は、通常の試合では打順表交換前まではホームチーム監督にあり、打順表交換後は審判員に権限が移るが、ダブルヘッダー第2試合のみ、打順表交換以前以後を問わず、ダブルヘッダー第1試合の球審だけが、ダブルヘッダー第2試合開始の可否を判断する権限を持っている。
上述の通り、NPBにおいては1999年以降ダブルヘッダーが行われていないが、ダブルヘッダーの規定はその後も存在している。ただし、2016年時点ではセ・リーグとパ・リーグで規定が異なっている。パ・リーグは第1試合、第2試合とも12回まで行うという規定であるが、セ・リーグは第1試合は9回打ち切り、第2試合は12回まで行うという規定になっている。これは、2014年9月1日開催のセ・リーグ理事会で決定したもので、同年度のリーグ戦の雨天中止などが頻発し、日程消化に遅れが生じており、ダブルヘッダーで開催する可能性も考慮した特例処置として位置付け、第2試合開始へ向けたスムーズな試合運営を進めるためとしていた。当初は2014年9月5日以降シーズン終了までの特例処置とされていたが、2015年以降も継続して適用されている。さらにセ・リーグはこれに加えて「第1試合は遅くとも15時までに開始する」、「第2試合の開始が20時を過ぎる場合は第2試合を中止する（ただし、リーグの許可がある場合はこの限りではない）」という独自の規定を設けている。
パ・リーグのクライマックスシリーズが屋外球場で行われる場合に中止試合が出た場合、日本選手権シリーズが迫っている関係からダブルヘッダーを行う予定が組まれる可能性がある。このダブルヘッダーが実施される場合は観客は第1試合と第2試合で入れ替え制となり、観戦にはそれぞれのチケットが必要となる（ただし2018年現在、実際に適用された例はない）。なお、セ・リーグはクライマックスシリーズでのダブルヘッダーは行わない規定になっている。
軟式野球においてダブルヘッダーは、第1試合終了30分後を目安に開始される。なお、2011年より少年部と学童部については1人1日1試合（7イニング）しか投げられないこととなっている。
ノーゲーム時の入場券の払い戻しは、第1試合が成立しなかった場合のみ対象となり、第1試合が成立すると第2試合が中止(第1試合がコールドゲームの場合も含む)もしくはノーゲームになっても払い戻しは行われない。

## 野球以外の競技
バレーボール、バスケットボール、ラグビーなどにおいても同一の会場で1日に複数の試合をこなす場合があり、このことを「ダブルヘッダー」と呼ぶ。

### サッカー
2024年9月8日、チリのサッカーチームCDウアチパトが8月のリーグ戦が延期になったことを理由に、9月8日にリーグ戦とカップ戦の2試合を戦うと発表し、文字通りの変則ダブルヘッダーを行った。結果はリーグ戦を1対0で勝利し、カップ戦が0対0のドローだったが、ファーストレグで勝利しており、次戦に進出を決めている。

#### 日本の場合
Jリーグでは、観客入れ替えや芝生の管理上の関係で変則ダブルヘッダーの開催を認めていない。これはJリーグ規約 第59条「同日開催の制限」 によるものである。
特にJリーグ開幕初期の頃、同じ横浜市を本拠地としていた横浜マリノス、横浜フリューゲルスが同じ日に主催ゲームを行うことが多かったが、フリューゲルスが九州を準ホームとしたことや国立競技場を使用したことなどもあって、三ツ沢公園球技場で変則ダブルヘッダーが組まれることはなかった。
1999年から2000年までヴェルディ川崎と川崎フロンターレ、2001年以降はFC東京と東京ヴェルディ（以下、東京V）が同一競技場をホームスタジアムとしているが、このような場合でも変則ダブルヘッダーは認められておらず、それぞれのチームが隔節でホームゲームを行うかたちをとっている。2006年から2007年までは東京VがJ2に降格したためFC東京のホームゲームと東京Vのホームゲームが同日に開催される場合もあったが、ホームスタジアム（味の素スタジアム）の優先使用権はJ1チーム（この場合はFC東京）にあるため、東京Vは国立や駒沢、西が丘でホームゲームを開催した。
現在はJリーグ・マッチスケジューラー（日程くん）という日程作成のプログラム用ソフトがあり、同じ都道府県・市区町村をホームタウンとするクラブが同じ日に日程を組むようなことがないようにしているが、スタジアムの使用スケジュールの問題もあり、現在は特にさいたま市や、神奈川県、大阪府などでやむを得ず同じ日にホームゲームをするケースがある。ただし東京都を除けば同じ都市であっても別のスタジアムを本拠地としていることから、事実上同一競技場での変則ダブルヘッダーは生じることがない。
一方、Jリーグ前身の日本サッカーリーグでは過去に日産自動車、読売クラブの試合を国立競技場で変則ダブルヘッダーで開催したことがあった。また天皇杯や日本フットボールリーグでは一部の試合会場で変則ダブルヘッダーを行う事例がある。たとえば、富山県にフランチャイズを置いていたアローズ北陸とYKK APのホームゲームが富山県総合運動公園陸上競技場で同日変則ダブルヘッダーで開催されたことがある。
さらに、2007年10月20日には（いずれも当時）JFLにいたロッソ熊本とJ1リーグの大分トリニータが熊本県民総合運動公園陸上競技場（KKWING）で変則ダブルヘッダーをしたことがあった。このときは主催チームと所属クラスが異なることから1枚のチケットで2試合同時観戦というわけにはいかず、「第1試合」のロッソ戦終了後一度観客を退場させて、改めて観客・看板の入れ替えを行ったうえで「第2試合」のトリニータ戦を行った。
2014年には、J2のファジアーノ岡山のセカンドチームであるファジアーノ岡山ネクストがJFLに昇格したことにともない、トップチームとネクスファジが同日にカンコースタジアムで変則ダブルヘッダーを行っている。これもやはりトップチームとネクスファジでチケットが異なり、両方の試合を見る観客も「第1試合」が終わったあとに退場しなければならない。なお、スタジアムの看板については、リーグに関わる部分は入れ替えるものの、スポンサー看板は入れ替えていない。
女子のトップリーグであるなでしこリーグでは、同じ神戸市をホームに置くTASAKIペルーレFCとINACレオネッサのホームゲームが変則ダブルヘッダーで開催されたことがあった。
最近ではWEリーグやなでしこリーグとJリーグの変則ダブルヘッダーが目立つようになった（Jリーグクラブと兄妹関係あるいは同一ホームタウンのチームでなされる）。Jリーグ規約 第60条「抱き合わせ開催の禁止」 の後半部分において、「「Jリーグ公式戦におけるWEリーグ・なでしこリーグ公式戦開催に関するガイドライン」に則り開催が可能」とする規定があるためだ。
これらの場合はなでしこリーグ・WEリーグの試合がJリーグの前座、もしくはJリーグに引き続いて行われ、チケットはJリーグ側が発売する1枚で観戦可能となることが多い。同一会場ではなく距離が近い別々の会場で開催されるケースも異なる時間帯であれば変則ダブルヘッダーとされる（一例としてアルビレックス新潟とアルビレックス新潟レディース。前者はデンカビッグスワンスタジアム、後者は隣接するスワンフィールドを使用）。
サッカー日本代表の試合でも、メインである日本男子代表の試合前に男子オリンピック代表やなでしこジャパンの試合を同日同会場で行うことがある。近年では2011年8月10日には日本男子A代表（対大韓民国戦）と男子U-23代表（対エジプト五輪代表戦）のダブルヘッダーを札幌ドームで、2012年7月11日には男女の五輪代表の壮行会を（第1試合・女子の対オーストラリア戦、第2試合・男子U-23の対ニュージーランド戦）国立競技場で開催した例がある。

### ラグビー
2021年11月27日にイギリスロンドンのトゥイッケナム・スタジアムで、14時30分から男子のバーバリアンズ対サモア代表の試合、17時15分から女子バーバリアンズ対女子南アフリカ代表と試合が、ダブルヘッダーで組まれた。しかし男子の選手・スタッフから新型コロナウイルス陽性者が当日の検査で判明し、キックオフ90分前に中止になった。そのため、女子の試合を繰り上げて14時30分に開始した。

### アメリカンフットボール
NFLでは、同一放送局で2試合連続して放送を行うことを「ダブルヘッダー」と呼ぶ。この場合、対戦チームのみならず会場も全く別である。レギュラーシーズンでは、原則として日曜日午後にFOXとCBSで東部時間午後1時キックオフのゲームと、午後4時05分キックオフのゲームが行われるが、ダブルヘッダーを実施する場合、午後1時キックオフと午後4時25分キックオフのゲームを連続して放送する。2005年以降、Week1において、マンデーナイトフットボール（MNF）のダブルヘッダーが行われている。2005年はハリケーン・カトリーナの影響だったが、2006年からレギュラー化された。

### モータースポーツ
- F1では、通常2週間または3週間に1戦のところを、2週連続で開催することを「ダブルヘッダー」と呼ぶ[56][57]。
- インディカー・シリーズやフォーミュラE[58][59]、スーパーフォーミュラなどでは[60]、土曜日と日曜日の2日連続でレースを行うイベントを「ダブルヘッダー」と呼ぶ。

### プロレス
プロレスでは、1人の選手が1日で主催の異なる2興行に参戦することを「ダブルヘッダー」と呼ぶ。なお、大日本プロレスでは、2023年5月に会場ブッキングの手違いから同日に東京と名古屋で主催ダブルヘッダー興行を行っている。

### テニス
テニスでは、屋外コート大会でのトーナメント戦に於いて、雨天順延など天候状態により予定の日程が消化できなくなる状況が生じた際に出場選手が1日に2試合を行うケースがある。近年では2015年のATPツアー・500のクイーンズ・クラブ選手権（イギリス）男子シングルスにて、アンディ・マリー（スコットランド）がヴィクトル・トロイキ（セルビア）との準決勝が雨で1日順延となり、大会最終日にまずトロイキとの準決勝を戦って勝利した後でドレッシングルームでの2時間休養を挟みケビン・アンダーソン（南アフリカ）との決勝戦に臨んだ例（決勝ではマリーがセットカウント2-0でアンダーソンに勝利して優勝した）がある。

### ゴルフ
ゴルフではプロのトーナメント大会は、1日18ホールで1ラウンドとし、通常4日間競技（女子の場合は3日間開催もあり）で開催されるが、雨天などの天候状態によってラウンド途中でサスペンデッド（途中打ち切り）になったり、ラウンドそのものを中止にする場合があり、そのような場合には順延となった翌日にサスペンデッドとなった時点でのホールから競技を再開して残りのラウンドを消化した後、引き続いて新しいラウンドの18ホールをプレーするケース、また中止になったラウンドを含め当初の予定ラウンドを包含した2ラウンドの合計36ホールを1日で全て消化するケースなどがある。日本のプロゴルフでは2009年と2019年の日本プロゴルフ選手権大会では初日が雨で中止になった影響で最終日（4日目）に決勝ラウンドの36ホールを1日で全て消化するダブルヘッダーが行われた例がある。

### 将棋
将棋では、1975年12月9日に大山康晴が早指し選手権戦の対真部一男戦と名将戦決勝3番勝負第3局の対中原誠戦を同日に行うという変則ダブルヘッダーに相当する日程に臨んだことがある。結果は対真部戦は勝利、対中原戦は敗北であった。なお、同一棋戦で一日に複数局を行う事例は、朝日杯・棋聖戦一次予選・叡王戦予選、公式戦以外を含めるとABEMAトーナメント・東西対抗戦予選など、そう珍しいものではない（ABEMAトーナメントは団体戦、それ以外は勝ち抜き式トーナメントであり、複数局で対局者は異なる）。

### オートレース
オートレースでは、2022年に小型自動車競走法施行規則が改正され、1オートレース場で1日に開催可能なレース数が「最大20回」に引き上げられたことで、ダブルヘッダー開催が可能になった。これを受け2024年2月に川口オートレース場において、普通開催12レース・ナイトレース8レースの形で初のダブルヘッダー開催が行われた。しかし降雪に見舞われ、初日の2月5日は昼間開催の第5レースが不成立、第6レース以降並びにナイトレース全レースが中止。翌2月6日も積雪のため昼夜の両開催が全レース中止され、実際にダブルヘッダー開催が行われたのは最終日の2月7日のみとなった。3月以降も不定期にダブルヘッダー開催が行われている。